# Ходак (футбольний клуб)
«Хо́дак» — аматорський футбольний клуб з міста Черкас. Виступав у чемпіонаті ААФУ 2009. Після того, як було розформовано клуб Дніпро (Черкаси), був основним клубом міста.

## Історія
Один із операторів на ринку дистрибуції і логістики Центрального регіону України в сфері торгівлі продуктами харчування — компанія «Ходак» у 2004 році зареєструвала футбольний клуб з такою самою назвою. Команда отримала офіційний статус футбольної команди і почала представляти компанію у різних обласних турнірах.

## Досягнення
З 2004 року клуб тричі ставав чемпіоном Черкаської області (2005, 2006 і 2008 роки), а також по одному разу завойовували бронзові (2007) і срібні (2004) медалі. Вигравали Кубок Черкащини (2007 рік). Також клуб проводить успішні виступи на всеукраїнській арені, зокрема в сезоні 2006 року «Ходак» отримав бронзові медалі чемпіонату України серед аматорських команд, а в Кубку України серед аматорів 2009 зміг дійти до фіналу, де поступився за сумою двох матчів клубу «Карпати» (Яремче).